# 23060 Shepherd
23060 Shepherd è un asteroide della fascia principale. Scoperto nel 1999, presenta un'orbita caratterizzata da un semiasse maggiore pari a 2,5989267 UA e da un'eccentricità di 0,0858155, inclinata di 1,87114° rispetto all'eclittica.